# NGC 3059
NGC 3059 је спирална галаксија у сазвежђу Прамац која се налази на NGC листи објеката дубоког неба.
Деклинација објекта је - 73° 55' 17" а ректасцензија 9h 50m 8,0s. Привидна величина (магнитуда) објекта NGC 3059 износи 10,8 а фотографска магнитуда 11,6. Налази се на удаљености од 14,8000 милиона парсека од Сунца. NGC 3059 је још познат и под ознакама ESO 37-7, IRAS 09496-7341, PGC 28298.